# شیله‌ور
شیله‌ور (به لاتین: Şilavar) یک منطقهٔ مسکونی در جمهوری آذربایجان است که در شهرستان لنکران واقع شده‌است. شیله‌ور ۲٬۲۸۵ نفر جمعیت دارد.

## جغرافیا
شیله‌ور در همسایگی شهر لنکران و نزدیکی فرودگاه بین‌المللی لنکران جای دارد و در دشت لنکران قرار گرفته است.

## تاریخ
این آبادی دارای یک گورستان به نام سیغنی (Sığni) است که پیشینه آن به عصر برنز نسبت داده می‌شود. همچنین یک گورستان قدیمی به نام دیوه‌لونه (Divəlonə) است که پیشینه آن به به سده‌های نهم تا هفتم پیش از میلاد باز می‌گردد.
پیشینه این روستا به گفته اهالی و تاریخ‌نگاران محلی دست‌کم به سده ۱۶ میلادی می‌رسد. اگرچه این روستا از عصر برنز مسکونی بوده است، اما توسعه و گسترش این آبادی عمدتاً از میانه‌های سده هجدهم رخ داده است. پس از انتقال پایتخت خانات تالش از آستارا به لنکران، آبادی‌های مجاور شیله‌ور به همراه شهر لنکران به سرعت شروع به توسعه و گسترش کرد. در جریان حمله آقا محمد خان قاجار به لنکران، مردم شیله‌ور در کنار میر مصطفی خان تالشی علیه او جنگیدند. پس از مدتی، میر مصطفی خان بخش شمالی روستا را به یکی از مردان بانفوذ این آبادی یعنی شیخ ابراهیم شیله‌وری که در نجف تحصیلات دینی داشت، واگذار کرد. این بخش از روستا هنوز هم توسط مردم محلی به نام او نامیده می‌شود.

## ریشه واژه
شیله‌ور در زبان تالشی به معنی جایگاه وزش باد است.